# Waigeum mioswara
Waigeum mioswara är en fjärilsart som beskrevs av Bethune-Baker 1913. Waigeum mioswara ingår i släktet Waigeum och familjen juvelvingar. Inga underarter finns listade i Catalogue of Life.